# Josep Subiràs i Barra
Josep Subiràs i Barra (Barcelona, ca. 1725 - Barcelona, 1799) fou un militar i matemàtic català.
Germà de Francesc Subiràs i Barra, fou sobreestant major del castell de Sant Ferran de Figueres, i el 1770 fou admès en la Conferència Fisicomatemàtica, fundada pel seu germà Francesc Subiràs i Barra. En convertir-se aquesta, el mateix any, en Reial Acadèmia de Ciències i Arts de Barcelona, fou elegit membre numerari i ingressà l'any següent, passant a formar part de la secció d'àlgebra, de la qual fou director entre els anys 1778 i 1797, i revisor entre 1797 i 1799.
Josep Subiràs presentà a la RACAB unes quinze memòries, entre les quals destaquen Sobre la unidad de medidas de áridos (1778), que més tard amplià amb una proposta d'unificació de totes les mesures de capacitat, longitud, etc., Sobre el modo de hallar la curva de la base de cualquier solido generado por movimientos de rotación (1778), Modo de hallar el centro de gravedad de las líneas, superfícies planas o curvas de los sólidos (1779,) Sobre el método fácil y expedito de medir y calcular la superficie de campos y tierras (1780), Acción de los arcos y bóvedas sobre los pies derechos (1783), Sobre la cantidad de agua de la 'Acequia Real y Condal', considerando además esta cantidad como motor de los molinos (1784), Sobre el gasto y conducción de aguas (1784), Sobre el movimiento del agua en los canales (1785) i Sobre los aluviones (1790).